# Fanny Chiarello

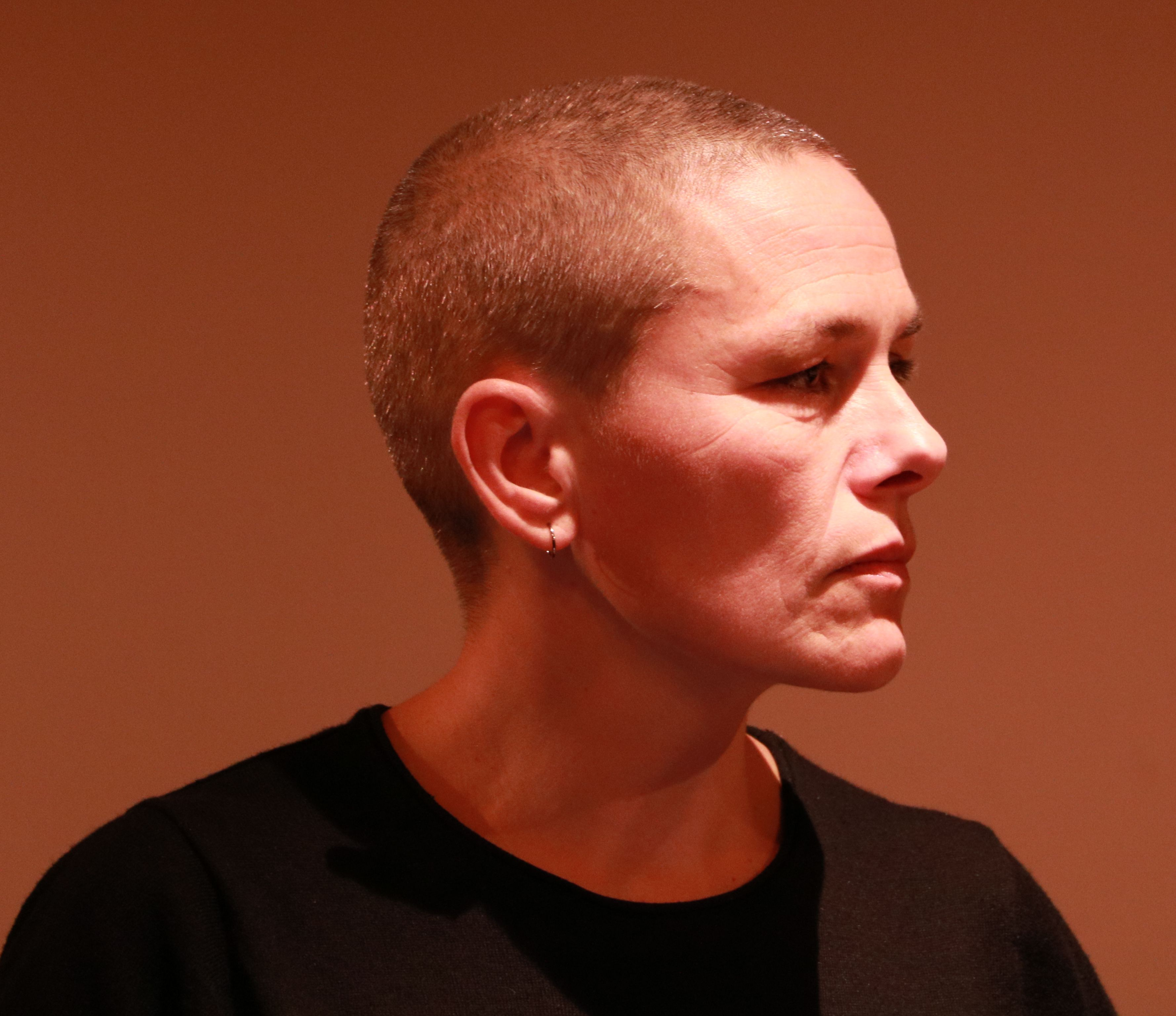
Fanny Chiarello, Nantes, 2021

Fanny Chiarello (nacida el 12 de septiembre de 1974 en Béthune ) es un poetisa y novelista francesa. Vive en Lens.

## Biografía
Sigue los estudios de letras modernas en la Universidad de Lille 3, después se lanza a la escritura. Publica novelas y novelas cortas con la editorial lilesa Page à Page. En el 2000, su primera novela, Si encore l'amour durait, je dis pas, es seleccionada para el Premio de Flore . En 2004, participa en el proyecto cultural Lille 2004 escribiendo una novela corta: Un cow-boy sur le dos.
Sus novelas son publicadas por Éditions de l'Olivier (incluyendo Dans son propre rôle, 2015, Premio Landerneau Découvertes  y el Premio Orange du livre, o A happy woman, 2019, que relata un mes en Nueva York, junto a la compositora Meredith Monk, gracias a la beca Stendhal del Instituto francés), por la Contre Allée, por Éditions Cours Toujours, y en sus novelas juveniles por l'École des Loisirs y en Éditions du Rouergue.
Su poesía es publicada en la editorial Les Carnets du Dessert de Lune (Bruselas): La fin du chocolat, 2006, Collier de nouilles, 2008, Je respire discrètement par le nez, 2016 y Pas de côté, 2018.

## Obras
- 1999: Tres novedades en las recopilaciones colectivas Choisir et Fêter, Page à Page;
- 2000: Si encore l'amour durait, je dis pas, Page à page; Pocket "nouvelles voix" ISBN 978-2-913607-04-0;
- 2001: Tu vas me faire mourir, mon lapin, Page à page; Pocket ISBN 978-2-913607-07-1;
- 2001: Les mamies ne portent pas de pantalons, novela para adolescentes, ilustraciones de Pascale Evrard, solicitud del municipio de Liévin, difusión gratuita en las instituciones escolares y culturales de Nord-Pas-de-Calais;
- 2003: Push the push button, Page à page; Pocket ISBN 978-2-913607-12-5; versión nueva, Pocket (978-2-266-15178-8)
- La prochaine fois: ciseaux, novedad en la recopilación colectiva Lettres d’aveux, Pocket n°11980;
- 2004: Tout le monde est allongé sur le dos, Page à page; Pocket ISBN 978-2-913607-26-2;
- 2004: Un cow-boy sur le dos, novedad para Lille 2004, in Migrations, Page à Page ISBN 2-913607-22-5;
- Body snatchers et coprins noirs d’encre, novedad en www.ecrivainsenligne.com;
- 2005:Carnet de voyage à Lille-Moulins, cuaderno de viaje con la forma de un cofre de postales, ilustraciones de Pascal Goudet, Maison Folie de Moulins;
- 2005: La Fin du chocolat, Les Carnets du dessert de lune ISBN 978-2-930235-60-8;
- 2006: Je respire discrètement par le nez, Les Carnets du dessert de lune ;
- 2008: Collier de nouilles, Les Carnets du dessert de lune ISBN 2-930-235-82-9;
- 2010: L'éternité n'est pas si longue, Éditions de L'Olivier ISBN 978-2-87929-698-2; Points ISBN 978-2757823927
- 2011: Holden, mon frère, L'École des Loisirs ISBN 978-2-211-20870-3
- 2013: Une faiblesse de Carlotta Delmont, Éditions de L'Olivier ISBN 978-2-87929-829-0
- 2013: Prends garde à toi, L'École des Loisirs ISBN 978-2-211-21126-0
- 2014: Le Blues des petites villes, L'École des Loisirs ISBN 978-2-211-21853-5
- 2015: Banale, L'École des Loisirs ISBN 978-2211225830
- 2015: Dans son propre rôle, Éditions de L’Olivier ISBN 978-2-8236-0405-4
- 2016: Tombeau de Pamela Sauvage, La contre allée ISBN 978-2-917817-46-9
- 2016: Le Zeppelin, Éditions de L’Olivier ISBN 978-2-8236-0997-4
- 2016: Je respire discrètement par le nez, Les Carnets du Dessert de Lune, ISBN 978-2-930607-42-9
- 2017: La vitesse sur la peau,[1] Éditions du Rouergue, Colección DoAdo  ISBN 978-2-8126-1109-4
- 2018: La vie effaçant toutes choses, Éditions de L’Olivier (ISBN 9782823612899)
- 2018: Pas de côté, Les Carnets du Dessert de Lune  ISBN 9782930607665
- 2019: A happy woman, un mes con Meredith Monk, L'Olivier ISBN 9782823614381
- 2021: La geste permanente de Gentil-Cœur, L'Attente ISBN 9782362420948
- 2021: Terrils tout partout, Cours toujours Éditions, ISBN 9791091750189

## Premios y distinciones
- Premio Landerneau Découvertes  2015 por Dans son propre rôle
- Premio Orange du Livre 2015 por Dans son propre rôle